# Đạo Viện
Đạo Viện là một xã thuộc huyện Yên Sơn, tỉnh Tuyên Quang, Việt Nam.
Xã Đạo Viện có diện tích 43,23 km², dân số năm 1999 là 2124 người, mật độ dân số đạt 49 người/km².năm 2019 là 4126 người. 
Phía bắc giáp xã Tân Tiến,Kiến Thiết. Phía nam giáp xã Công đa. Phía đông giáp xã Trung Sơn. Phía tây giáp xã Phú Thịnh